# Michaela Merten

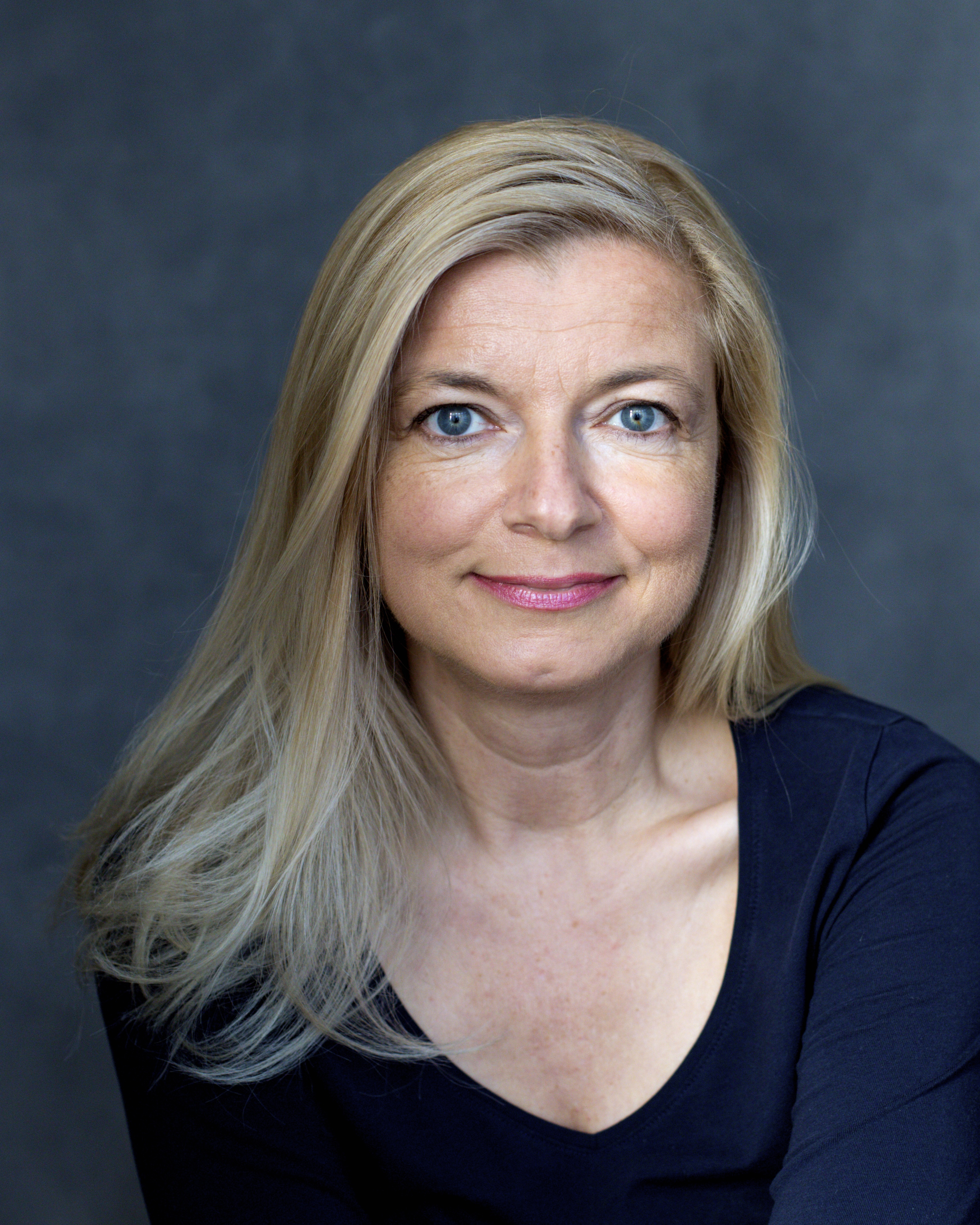
Michaela Merten, 2017

Michaela Merten, geborene Mazac (* 31. Juli 1964 in Karlovy Vary, Tschechoslowakei), ist eine deutsche Schauspielerin und Autorin.

## Leben
Michaela Merten wuchs in Stuttgart und München auf, wo sie über das Ballett zum Theater kam. Ihre Schauspielausbildung absolvierte sie am Max-Reinhardt-Seminar in Wien. Seit 1985 spielte sie mehrere Rollen in Fernsehproduktionen, darunter elf Gastauftritte in Der Alte, sieben in Siska und jeweils zwei Gastrollen in Derrick und Ein Fall für zwei. Bekannt wurde Michaela Merten ab 1997 durch ihre Hauptrolle in der Familienserie Katrin ist die Beste.
Auf ihrem 1999 erschienenen Album Ich singt sie zwölf von ihrem Mann geschriebene Songs. Auf Für Dich! (2006) liest sie zwölf klassische deutsche Liebesgedichte, unterlegt mit Lounge-Musik. Ihr Album Angels love you (2010) komponierte und produzierte sie gemeinsam mit Sebastian Padotzke, Keyboarder der Band Reamonn.
2000 produzierte sie den Kinofilm Und das ist erst der Anfang nach dem Drehbuch von Pierre Franckh mit Julia Richter, René Hofschneider und Dieter Landuris.
Seit 1992 ist sie mit dem Autor und Schauspielerkollegen Pierre Franckh verheiratet; das Paar hat eine Tochter.

## Filmographie
- 1985: Gastspieldirektion. Gold TV, Regie: Dietrich Haugk
- 1986: Junger Frühling. Kino Hauptrolle, Regie: Alex Leidenfrost
- 1986: Ringstraßenpalais. TV, Regie: Rudolf Nußgruber
- 1986: Czech Made. TV, Regie: John Hough
- 1987–2006: Der Alte
  - Der Stichtag. (1987) Hauptrolle, Regie: Günter Gräwert
  - Am helllichten Tag. (1995) Hauptrolle, Regie: Dietrich Haugk
  - Blumen des Todes. (1996) Hauptrolle, Regie: Helmuth Ashley
  - Der Mordauftrag. (1997) Hauptrolle, Regie: Vadim Glowna
  - Auftrag für einen Mord. (1999) Hauptrolle, Regie: Helmut Ashley
  - Schrecklicher Irrtum. (2000) Regie: Hartmut Griesmayr
  - Verschmähte Liebe. (2001) Hauptrolle, Regie: Hartmut Griesmayr
  - Die Liebe stirbt zuerst. (2003), Regie: Vadim Glowna
  - Die Maske. (2004) Hauptrolle, Regie: Gero Erhardt
  - Der Filmriss. (2005) Hauptrolle, Regie: Hartmut Griesmayr
  - Angst. (2005) Hauptrolle, Regie: Gero Erhardt
- 1987: Das Ohr., Regie: Pavel Kohout
- 1990: Solo für Georg. Hauptrolle, Regie: Jens-Peter Behrend
- 1991: Neue weißblaue Geschichten – Weihnachten, Regie: Peter Weißflog
- 1992: Unsere Hagenbecks – Überraschende Ereignisse, Regie: Hans-Werner Schmidt
- 1993: Happy Holiday – Liebe auf den zweiten Blick, Regie: Erich Neureuther
- 1993–1994: Der Salzbaron
  - Verwirrte Gefühle. (1993) Hauptrolle, Regie: Bernd Fischerauer
  - Fremde Welten. (1994) Hauptrolle, Regie: Bernd Fischerauer
- 1994: Aus heiterem Himmel – Volltreffer, Regie: Gloria Behrens
- 1994: Schwarze Tage. Hauptrolle, Regie: Nikolaus Leytner
- 1994: Die Kommissarin – Blutsbande, Regie: Jörg Grünler
- 1994: Stadtindianer – Teufelsbrut. Hauptrolle, Regie: Urs Egger
- 1994: Etwas am Herzen. Hauptrolle, Regie: Michael Cencig
- 1995: Dr. Stefan Frank. Hauptrolle, Regie: Gero Erhardt
- 1995–2003: Ein Fall für zwei
  - Konkurs. (1995) Hauptrolle, Regie: Frank Strecker
  - Bremsversagen. (2003), Regie: Peter Adam
- 1995: Der Mann ohne Schatten. Hauptrolle, Regie: Dietrich Haugk
- 1995: Der Bergdoktor – Schweigepflicht. Hauptrolle, Regie: Thomas Jacob
- 1996–1998: Derrick
  - Riekes trauriger Nachbar. (1996) Hauptrolle, Regie: Eberhard Itzenplitz
  - Pornocchio. (1997) Hauptrolle, Regie: Helmuth Ashley
  - Das Abschiedsgeschenk. (1998), Regie: Dietrich Haugk
- 1997: Katrin ist die Beste – Überraschungsbesuch. Titelrolle (30 Folgen), Regie: Hermann Leitner
- 1997: Die falsche Prinzessin. TV-Zwei-Teiler – Italienische Koproduktion, Regie: Lamberto Bava
- 1998–2004: Siska
  - Tod einer Würfelspielerin. (1998) Hauptrolle, Regie: Vadim Glowna
  - Der Erlkönig. (2000) Hauptrolle, Regie: Hans-Jürgen Tögel
  - Die Hölle des Staatsanwalts. (2001) Hauptrolle, Regie: Hans-Jürgen Tögel
  - Im Schatten des Mörders. (2001) Hauptrolle, Regie: Hans-Jürgen Tögel
  - Die Braut aus dem Nichts. (2002) Hauptrolle, Regie: Hans-Jürgen Tögel
  - Im Schatten des Mörders. (2002) Hauptrolle, Regie: Hans-Jürgen Tögel
  - Abgrund. (2003) Hauptrolle, Regie: Hans-Jürgen Tögel
  - Die Schlangengrube. (2004) Hauptrolle, Regie: Hans-Jürgen Tögel
- 1998: Der Bulle von Tölz: Mord im Irrenhaus. Hauptrolle, Regie: Walter Bannert
- 1998: Pensando d'all Africa. Hauptrolle – Italienische Koproduktion, Regie: Ruggero Deodato
- 1999: Urlaub auf Leben und Tod. Hauptrolle, Regie: Manuel Siebenmann
- 2000: Und das ist erst der Anfang. Kino, Regie: Pierre Franckh
- 2002: Tatort – Heiße Grüße aus Prag. Hauptrolle, Regie: Sylvia Hoffmann
- 2003: Wilder Kaiser – Herzen in Gefahr, Regie: Peter Weißflog
- 2003: Edel & Starck. Hauptrolle, Regie: Matthias Steurer
- 2004: Unser Charly. Hauptrolle, Regie: Christoph Klünkert
- 2007: Die Rosenheim-Cops – Der Jäger ist des Jägers Tod, Regie: Gunther Krää

## Theater (Auswahl)
Theater in der Josefstadt (1985)
- Sie spielen unser Lied, Rolle Girl, Regie Wilhelm Milie
- Großstadtkinder, Rolle Catherine, Regie Sam Cayne

Schauspielhaus Graz (1987)
- Stars and Types Rollen Trouble Di und Der Doc, Regie Michael Wallner

Staatstheater-Goethetheater Bremen  (1989–1990)
- Kampf des Negers mit den Hunden[5]

Staatsschauspiel Bonn (1991)
- Alice im Bett[6]

Theater im Schnoor (1991)
- Die furchtbaren Apfelkerne der Wirklichkeit

Schlachthof-Theater (1991)
- Mercedes von Thomas Brasch, Regie Hans-Otto Zimmermann[7]

## Hörbücher (Auswahl)
- 2006: Meine Innere Weisheit
- 2007: Lustvoll Lieben
- 2007: Glücksregeln Für die Liebe
- 2008: Das Gesetz der Resonanz
- 2010: Einfach glücklich sein. Sieben Schlüssel zur Leichtigkeit des Seins
- 2012: Einfach erfolgreich sein: Der Bestseller – gelesen von Pierre Franckh und Michaela Merten
- 2013: Achtsamkeit: Die Heilkraft einer achtsamen Lebensführung
- 2013: Selbstvertrauen
- 2013: Selbstliebe: Liebe deine Seele und deinen Körper
- 2013: Ein- und Durchschlafen: Loslassen und sanft Einschlafen
- 2013: Loslassen: Gesundheit durch regelmäßige Entspannung
- 2014: Das kleine Buch vom Schutz der Seele.
- 2016: Herzensweisheiten
- 2016: Liebe deinen Körper: Positive Affirmationen für einen gesunden Körper
- 2016: Erfolgreich wünschen: Sieben Regeln wie Träume wahr werden
- 2016: Heile deine Gedanken: Werde Meister deines Schicksals

## Sonstiges Engagement
Merten ist SOS-Kinderdorfbotschafterin und Botschafterin der Wasserstiftung sowie Schirmherrin des Global Nature Fund.
Seit 2009 ist sie auch Kneippbotschafterin von Bad Wörishofen.

## Werke

### Bücher
- Das Sternenmädchen. Koha, Burgrain 2001, ISBN 3-929512-16-5
- Wasser – die Glücksformel für Schönheit und Gesundheit. Knaur, München 2004, ISBN 3-426-66979-X
- 20 Jahre 40 bleiben. Knaur, München 2005, ISBN 3-426-64246-8
- Für Dich! Kreuz, Stuttgart 2006, ISBN 3-7831-2698-3
- Bade-Wonnen. Pattloch, München 2006, ISBN 3-629-10149-6
- Seelen-Coaching. Wege zu Gelassenheit und Lebensfreude. Goldmann, München 2006, ISBN 3-442-33761-5
- Der ganz alltägliche Beziehungswahnsinn. Was er denkt und was sie meint. Mit Pierre Franckh. Hugendubel, München 2007, ISBN 3-7205-4000-6
- Botschaften für die Seele: 7 Schlüssel für innere Balance. AG Müller Urania, Darmstadt 2007, ISBN 3-03819-316-X.
- Engel lieben dich. Königsfurt-Urania Verlag, Krummwide 2008, ISBN 978-3-7831-9051-9
- Mein Kneipp-Buch. Südwest Verlag 2010, ISBN 3-517-08578-2
- Glückskalender 2013. Irisiana Verlag, München 2012, ISBN 978-3-424-15154-1
- Vom Glück des stillen Seins: Meine 22 besten Meditationen. Irisiana Verlag, München 2014, ISBN  978-3424152333

### CDs
- Ich, Mercury 1999
- Für Dich! (Lyrik Lounge feat. Michaela Merten), Kreuz 2006
- Angels love you, Silenzio 2010

### Karten-Set
- Botschaften für die Seele. 7 Schlüssel zur inneren Balance. Königsfurt-Urania 2007, ISBN 3-03819-316-X
- Engel lieben dich. Königsfurt-Urania 2008, ISBN 3-86826-101-X